# Clubiona annuligera
Clubiona annuligera este o specie de păianjeni din genul Clubiona, familia Clubionidae, descrisă de Roger de Lessert în anul 1929. Conform Catalogue of Life specia Clubiona annuligera nu are subspecii cunoscute.